# Курітібанус (мікрорегіон)

Курітібанус на карті штату Санта-Катаріна.

Курітібанус (порт. Microrregião de Curitibanos) — мікрорегіон в Бразилії, штат Санта-Катарина. Складова частина мезорегіону Серрана. Населення складає 122 626 осіб (на 2010 рік). Площа — 6 598,699 км². Густота населення — 18,58 ос./км².

## Демографія
Згідно даних, зібраних в результаті перепису 2010 року Бразильським інститутом географії і статистики (IBGE), населення мікрорегіону складає:						
| Все населення                                 | Все населення                                 | Все населення                                 | 122 626 |
| --------------------------------------------- | --------------------------------------------- | --------------------------------------------- | ------- |
| Міське населення                              | 99 324                                        | Відсоток міського населення, %                | 81,00   |
| Сільське населення                            | 23 302                                        | Відсоток сільського населення, %              | 19,00   |
| Чоловіче населенне                            | 61 420                                        | Відсоток чоловічого населення, %              | 50,09   |
| Жіноче населенне                              | 61 206                                        | Відсоток жіночого населення, %                | 49,91   |
| Населення мікрорегіону в % до населення штату | Населення мікрорегіону в % до населення штату | Населення мікрорегіону в % до населення штату | 1,96    |

## Статистика
- Валовий внутрішній продукт на 2003 складає 1 201 144 746,00 реалів (дані: IBGE).
- Валовий внутрішній продукт на душу населення на 2003 складає 10 038,61 реалів (дані: IBGE).
- Індекс людського розвитку на 2000 складає 0,766 (дані: Програма розвитку ООН).

## Склад мікрорегіону
До мікрорегіону входять наступні муніципалітети:
1. Абдон-Батіста
2. Брунополіс
3. Кампус-Новус
4. Курітібанус
5. Фрей-Рожеріу
6. Монті-Карлу
7. Понті-Алта
8. Понті-Алта-ду-Норті
9. Санта-Сесилія
10. Сан-Крістован-ду-Сул
11. Варжен
12. Зортеа

| Бразилія | Це незавершена стаття з географії Бразилії. Ви можете допомогти проєкту, виправивши або дописавши її. |